# Ганс Бютов
Ганс Бютов (нім. Hans Bütow; 28 грудня 1894, Фольперсдорф — 9 травня 1974, Гамбург) — німецький військово-морський діяч, контр-адмірал крігсмаріне. Кавалер Лицарського хреста Залізного хреста.

## Біографія
1 квітня 1914 року вступив у ВМФ кадетом. Закінчив курс військово-морського училища в Мюрвіку (1914). Учасник Першої світової війни, служив на крейсерах і лінійному кораблі «Швабія». З 11 квітня 1918 по 12 січня 1919 року — торпедний і вахтовий офіцер легкого крейсера «Кенігсберг», з 25 травня 1921 по 10 квітня 1923 року — крейсера «Аркона». З 4 жовтня 1924 року командир 3-й напівфлотилії міноносців, з 20 вересня 1927 року — ад'ютант, потім командир офіцерської роти військово-морського училища в Мюрвіку. 24 вересня 1929 року призначений офіцером Адмірал-штабу в штаб командувача ВМС в Північному морі, з 1 січня 1930 року — штабу командувача лінійними кораблями. З 23 березня 1932 року — командир 1-ї напівфлотилії міноносців. З 28 вересня 1934 року — 1-й офіцер Адмірал-штабу в штабі командувача міноносцями. З 4 жовтня 1936 року — 1-й ад'ютант командування військово-морської станції «Остзе».
8 листопада 1938 року призначений командиром Дунайської флотилії. З 30 вересня 1939 року — командувач міноносцями. 1 серпня 1940 року виведений з підпорядкування командувача розвідувальними силами і підпорядкований командувачу флотом (йому були підпорядковані і торпедні катери). 19 квітня 1942 року пост ліквідовано, а сам Бютов призначений начальником штабу військово-морської станції «Остзе». З 8 червня 1944 року — командувач охоронними силами на Балтиці, з 1 грудня 1944 року — командир 10-ї охоронної дивізії флоту. 23 лютого 1945 року призначений адміралом служби ВМФ в Гамбурзі. Після закінчення війни залишався на своєму посту до 25 лютого 1946 року, коли був інтернований британськими військами. 10 грудня 1946 року звільнений.

## Звання
- Морський кадет (1 квітня 1914)
- Фенріх-цур-зее (23 грудня 1914)
- Лейтенант-цур-зее (13 липня 1917)
- Обер-лейтенант-цур-зее (28 вересня 1920)
- Капітан-лейтенант (1 квітня 1926)
- Корветтен-капітан (1 жовтня 1933)
- Фрегаттен-капітан (1 квітня 1937)
- Капітан-цур-зее (1 квітня 1943)
- Контр-адмірал (1 січня 1943)

## Нагороди
- Залізний хрест 2-го і 1-го класу
- Балтійський хрест
- Почесний хрест ветерана війни з мечами
- Медаль «За вислугу років у Вермахті»
  - 4-го, 3-го і 2-го класу (18 років)
  - 1-го класу (1 квітня 1939)
- Медаль «У пам'ять 1 жовтня 1938» (30 жовтня 1939)
- Пам'ятна медаль «За оборону Словаччини в березні 1939» (Словаччина; 14 березня 1940)
- Орден Хреста Перемоги 3-го класу (Словаччина; 14 березня 1940)
- Нагрудний знак есмінця
- Нагрудний знак торпедних катерів
- Лицарський хрест Залізного хреста (12 березня 1941)
- Орден Хреста Свободи 1-го класу з мечами (Фінляндія; 12 жовтня 1941)